# Wrocław-Copernicus flygplats
Wrocław-Copernicus flygplats (polska: Port lotniczy Wrocław im. Mikołaja Kopernika) är en flygplats i Wrocław i sydvästra Polen. Flygplatsen är belägen 10 km sydväst om centrala Wrocław.
Flygplatsen trafikeras bland annat av reguljärflyg till Warszawa-Chopin, Kastrup och tyska destinationer, samt är ett viktigt nav för Ryanairs och Wizz Airs lågprisflyg. Från flygplatsen avgår också många charterflygningar till turistorter vid Medelhavet.